# 壤晴彦
壤 晴彦（じょう はるひこ、1948年1月25日 - ）は、日本の俳優、声優、演出家。京都府京都市出身。ヘリンボーン所属。
演劇倶楽部『座』主宰。略字：壌晴彦。かつては麦 草平の芸名でも活動していた。

## 略歴
京都府京都市出身。実家は料亭を経営していた。京都市立堀川高等学校、同志社大学経済学部卒業。
高校時代に惚れ込んだ狂言大藏流、茂山千五郎（現茂山千作・人間国宝）に弟子入りし師事。だがある時、「毎日お狂言の稽古の声が聞こえてくるような環境に育った者が相手では、もうどうにもならない」と考えたことがきっかけで狂言からは離れる。
狂言を離れてからも「芝居はやりたい」という思いがあり、別の側面から興味を持っていたフランス演劇をしようと劇団四季に入団。初舞台は『イエス・キリスト・スーパースター』のペテロ役。また、入団してからは声優としても活動。
その後はフリーとなり、大沢事務所を経て、現在はヘリンボーンに所属。
蜷川幸雄演出による、シェイクスピア作『テンペスト』（1988年エディンバラ国際演劇祭、1992年ロンドン・バービカンセンター）や、三島由紀夫作・『近代能楽集 卒塔婆小町』（1990年イギリス・エディンバラ国際演劇祭批評家賞を受賞）等に主演。
1992年、演劇研究室『座』（現：演劇倶楽部『座』）を設立。現代版浄瑠璃「詠み芝居」という新ジャンルを創出。定期公演を続けながら後進の指導にあたっている。
1993年演出活動開始。1997年“語りすと平野啓子”「語りの世界“鶴八鶴次郎”」演出で文化庁芸術祭大賞を受賞。2002年ニッセイファミリーフェスティバル・ミュージカル『赤いろうそくと人魚』『りゅうの目のなみだ』、神奈川国際芸術フェスティバル・オペラ『遠い帆』ほか、全国の市民ミュージカルをサポート。
1994年のイギリス・ロイヤル・シェイクスピア・カンパニー（RSC）プロデュース『ペール・ギュント』には、唯一の日本人キャストとして参加。『ザ・ロッキーホラーショウ』などのミュージカル作品出演も多い。
NHKの「大河ドラマ」や「連続テレビ小説」演技コーチ、リアス三陸気仙沼大使、日本朗読文化協会顧問、大阪芸術大学の講師 なども務める。

## 人物
主な出演舞台は、『ハムレット』（2003年、ジョナサン・ケント演出）、カルチュラル・オリンピアード参加作品『オイディプス王』（2004年、蜷川幸雄演出）、ニューヨーク・リンカーン・センターフェスティバル招待作品『近代能楽集 卒塔婆小町』（2005年、蜷川幸雄演出）、『タイタス・アンドロニカス』（2006年、蜷川幸雄演出）など。
ジェフリー・ラッシュやジョン・マルコヴィッチ、J・K・シモンズ、ジェフ・ブリッジスの吹き替え、『ライオン・キング』のスカー、『バグズ・ライフ』のホッパーといったディズニー作品では悪役など様々な役を演じている。活動を始めてしばらくは「絶対にレギュラーは取れない」と言われるほど舞台の仕事が多忙だったため、CMナレーションの仕事が多かったという。好きな作品である『風の谷のナウシカ』のナウシカ役である島本須美と初共演した思い出から、2019年には「遡れるならうんと早く声の仕事始めてて関わりたかった」と綴っている。
子供の頃は歌舞伎の女形役者になりたかったが、2代目中村鴈治郎に背が高いことから立役しかできない可能性を示唆され断念している。
母親の影響で映画好きであり、大学進学まで二浪していた間は1年に250本ほど観ていたという。
声優業で印象深かった役に『コン・エアー』吹替版のジョン・マルコヴィッチを挙げている。また、『ライオン・キング』のスカー役は影響力の大きさに驚いたという。
「麦草平」の芸名については、壤によると四季の時代に「ある人が持って来てくれて、付けちゃった芸名」だという。
同じ俳優・声優である菅生隆之とは長年の友人である。

## 出演（俳優）

### テレビドラマ
- 大河ドラマ（NHK）
  - 勝海舟（1974年） - 浪人・三村
  - 春の波涛（1985年） - 澤田正二郎
  - 義経（2005年） - 静憲法師
- 連続テレビ小説（NHK）
  - はね駒（1986年） - 波多野記者
  - ひまわり（1996年） - 北山悦男
- 系列（1993年、NHK） - 神山田昌久
- 十時半睡事件帖（1994年、NHK）
- 大友宗麟〜心の王国を求めて（2004年、NHK） - 吉弘鑑理
- 鬼太郎が見た玉砕 〜水木しげるの戦争〜（2007年、NHK） - 参謀長
- スミレ刑事の花咲く事件簿 epsode 0（2011年3月27日、フジテレビTWO） - 太田黒権太

### オリジナルビデオ
- スミレ刑事の花咲く事件簿（2011年） - 太田黒権太

### 舞台
- 演劇倶楽部『座』 ※演出も担当
  - 6作品日替わり公演〜詠み芝居「高野聖」「野菊の墓」「雨月物語」ほか〜（紀伊國屋ホール）
  - 詠み芝居「少年探偵団」（紀伊國屋ホール） 演出のみ
  - アトリエ公演 「座版 動物園物語」（西荻窪がざびい）
  - 詠み芝居「鶴八鶴次郎」（全国ツアー公演 / 再演：シアターVアカサカ / 再々演：東京芸術劇場 / 再々々演：全国ツアー・四谷区民ホール）
  - 「肝っ玉おっ母とその子供たち」（草月ホール）
  - 詠み芝居「野菊の墓」（全国ツアー公演 / 再演：東京芸術劇場小ホール）
  - 『座』 詠み芝居「おたふく」（シアターVアカサカ）
  - 演劇倶楽部『座』&芸術集団『燦の会』「愛の儚 -蜘蛛の糸・白・杜子春-」（東京芸術劇場小ホール）
  - 詠み芝居「山椒大夫」（ベニサン・ピット）
  - 詠み芝居「鳥の物語」（ベニサン・ピット）
- 「ハムレット」ジョナサン・ケント演出（世田谷パブリックシアター、りゅーとぴあ新潟市民芸術文化会館、ロンドン・サドラーズ・ウェルズ劇場）
- ワルプルギスの音楽劇「FAUST《ファウスト》」白井晃演出（世田谷パブリックシアター、北九州芸術劇場）
- カルチュラル・オリンピアード参加作品「オイディプス王」蜷川幸雄演出（Bunkamuraシアターコクーン、ヘロディス・アティコス劇場【ギリシャ・アテネ】）
- 「ロミオとジュリエット」蜷川幸雄演出（日生劇場 / 再演：愛知厚生年金会館、シアタードラマシティ、北九州芸術劇場、ほか全国ツアー公演）
- ニューヨーク リンカーン・センターフェスティバル招待作品「近代能楽集〜卒塔婆小町〜」蜷川幸雄演出（彩の国さいたま芸術劇場、りゅーとぴあ、愛知勤労会館、シアターBRAVA!、ニューヨーク・リンカーン・センター） - 主演・小町 役
- 「天保十二年のシェイクスピア」蜷川幸雄演出（Bunkamuraシアターコクーン、シアターBRAVA!）
- 「タイタス・アンドロニカス」蜷川幸雄演出（彩の国さいたま芸術劇場、イギリス他）
- 「現代狂言」古典狂言×コント・南原清隆・野村万之丞企画（国立能楽堂、大槻能楽堂）演出・台本
- 「親不孝ざんげ」沢竜二演出（紀伊國屋ホール）
- 「ひばり」蜷川幸雄演出（Bunkamuraシアターコクーン）
- 「藪原検校」蜷川幸雄演出（Bunkamuraシアターコクーン他）
- 「オセロー」蜷川幸雄演出（彩の国さいたま芸術劇場大ホール他）
- ルドルフ 〜ザ・ラスト・キス〜（帝国劇場） - オーストリア皇帝フランツ・ヨーゼフ 役
- スミレ刑事の花咲く事件簿（2011年5月、新国立劇場中劇場） - 太田黒4兄弟 役
- 二都物語（2013年4月3日 - 30日（東急シアターオーブ） - ナシメ 役
- キングダム（2023年2月） - 昭王 役

## 出演（声優）

### 吹き替え

#### 担当俳優
J・K・シモンズ
- セッション（2015年） - テレンス・フレッチャー
- ザ・コンサルタント（2017年） - レイモンド・キング
- ラ・ラ・ランド（2017年） - ビル
- カウンターパート/暗躍する分身（2019年） - ハワード・シルク

ジェフ・ブリッジス
- クレイジー・ハート（2010年） - オーティス・“バッド”・ブレイク
- アイアンマン（2011年） - オバディア・“オビー”・ステイン / アイアンモンガー ※テレビ朝日版
- ゴースト・エージェント/R.I.P.D.（2014年） - ロイ・パルシファー

ジェフリー・ラッシュ
- 恋におちたシェイクスピア（1999年） - フィリップ・ヘンズロー
- パイレーツ・オブ・カリビアンシリーズ（ヘクター・バルボッサ）
  - パイレーツ・オブ・カリビアン/呪われた海賊たち（2003年）　　
  - パイレーツ・オブ・カリビアン/デッドマンズ・チェスト（2006年）
  - パイレーツ・オブ・カリビアン/ワールド・エンド（2007年）
  - パイレーツ・オブ・カリビアン/生命の泉（2011年）
  - パイレーツ・オブ・カリビアン/最後の海賊（2017年）

- 英国王のスピーチ（2012年） - ライオネル・ローグ

#### 映画
1973年
- ベッドかざりとほうき（エミリアス・ブラウン〈デヴィッド・トムリンソン〉）

1985年
- コナン・ザ・グレート（コナン〈アーノルド・シュワルツェネッガー〉）※日本テレビ版
- スタートレックII カーンの逆襲（クラーク・テレル艦長〈ポール・ウィンフィールド〉）※日本テレビ版

1991年
- コックと泥棒、その妻と愛人（アルバート・スピカ〈マイケル・ガンボン〉）

1995年
- マーズ・アタック!（ジェームズ・デイル大統領 / アート・ランド〈ジャック・ニコルソン〉）※ソフト版

1997年
- エグゼクティブ・デシジョン（ナジ・ハッサン〈デヴィッド・スーシェ〉）※ソフト版

1998年
- アサインメント（ジャック・ショー〈ドナルド・サザーランド〉）※ソフト版
- コン・エアー（サイラス・グリッサム〈ジョン・マルコヴィッチ〉）※ソフト版
- ブラッド&ワイン（アレックス・ゲイツ〈ジャック・ニコルソン〉）

1999年
- コットンクラブ（オウニー・マデン〈ボブ・ホスキンス〉）※ソフト版

2000年
- エントラップメント（コンラッド・グリーン〈モーリー・チェイキン〉）※ソフト版
- 王様と私（王〈ユル・ブリンナー〉）※テレビ東京版
- グラン・ブルー（エンゾ・モリナーリ〈ジャン・レノ〉）※テレビ東京版

2008年
- ゼア・ウィル・ビー・ブラッド（ダニエル・プレインビュー〈ダニエル・デイ＝ルイス〉）
- デイ・アフター 首都水没（キャンベル副首相〈デヴィッド・スーシェ〉）
- ナルニア国物語/第2章: カスピアン王子の角笛（ミラース卿〈セルジオ・カステリット〉）

2009年
- X-MEN:ファイナル ディシジョン（ビースト〈ケルシー・グラマー〉）※テレビ朝日版
- チェンジリング（グスタヴ・ブリーグレブ牧師〈ジョン・マルコヴィッチ〉）

2010年
- ハムナプトラ3 呪われた皇帝の秘宝（ヤン将軍〈アンソニー・ウォン〉）※フジテレビ版

2015年
- スター・ウォーズ/フォースの覚醒（最高指導者スノーク〈アンディ・サーキス〉）

2016年
- GARMWARS ガルム・ウォーズ（ウィド〈ランス・ヘンリクセン〉）

2017年
- ジェーン・ドウの解剖（トミー・ティルデン〈ブライアン・コックス〉）
- ジャスティス・リーグ（ステッペンウルフ〈キアラン・ハインズ〉）
- スター・ウォーズ/最後のジェダイ（最高指導者スノーク〈アンディ・サーキス〉）

2018年
- アントマン&ワスプ（ビル・フォスター〈ローレンス・フィッシュバーン〉）

2019年
- スター・ウォーズ/スカイウォーカーの夜明け（最高指導者スノーク〈アンディ・サーキス〉）

2021年
- ジャスティス・リーグ:ザック・スナイダーカット（ステッペンウルフ〈キアラン・ハインズ〉）

#### ドラマ
- 楊家将（1991年、楊継業）
- 新アウターリミッツ（1998年、モロック）
- ターザンの大冒険（2000年、ニコライ・ロコフ）※NHK-BS2版
- 24 -TWENTY FOUR- シーズン1（2003年、ヴィクター・ドレーゼン〈デニス・ホッパー〉）
- UCアンダーカバー 特殊捜査班（2003年、ジャック・“ソニー”・ウォーカー〈ウィリアム・フォーサイス〉）
- 救命医ハンク セレブ診療ファイル（2010年、ボリス・キュースタ・フォン・ユルゲンス＝ラテニッツ）
- 刑事フォイル（2019年、サー・アレック・マイアソン〈ルパート・ヴァンジッタート〉）

#### アニメ
1994年
- ライオン・キング（スカー）

1995年
- ペンギン物語〜きらきら石のゆくえ〜（ドレイク）

1996年
- 天使のわんちゃん チャーリーとイッチー（レッド）

1997年
- アラジン完結編 盗賊王の伝説（サルーク）
- スワン・プリンセス2/魔王の城（クラビウス）

1998年
- アナスタシア（ラスプーチン）
- 美女と野獣 ベルの素敵なプレゼント（フォルテ）

1999年
- バグズ・ライフ（ホッパー）

2002年
- アイス・エイジ（ソト）
- とび★うおーず（ジョー）

2012年
- フランケンウィニー（ジクルスキ先生）

2015年
- リトルプリンス 星の王子さまと私（教授）

2017年
- ライオン・ガード（スカー）

2023年
- ワンス・アポン・ア・スタジオ -100年の思い出-（スカー）

### テレビアニメ
- 週刊ストーリーランド（2000年、ナレーション）
- 星界の紋章（2000年、ナレーション[21]）
- 星界の戦旗II（2001年、ナレーション）
- X-MEN（2011年、マスターマインド）
- 遊☆戯☆王ZEXAL II（2013年、ドン・サウザンド）
- ONE PIECE（2018年、シュトロイゼン[22]）
- The Legend of Heroes 閃の軌跡 Northern War（2023年、グラーク・グロマッシュ[23]）

### 劇場アニメ
- 名探偵コナン 世紀末の魔術師（1999年、セルゲイ・オフチンニコフ）

### OVA
- 銀河英雄伝説外伝 千億の星、千億の光（1998年、グライフス）
- 太陽の船 ソルビアンカ（1999年、ギュンター）

### Webアニメ
- LUPIN THE IIIRD 銭形と2人のルパン（2025年、ブレーリン）

### ゲーム
- サイコメトラーEIJI（1999年、羽根山警部）
- キングダム ハーツII（2005年、スカー）
- ロストオデッセイ（2007年、ガンガラ）
- ゴッド・オブ・ウォーIII（2010年、ゼウス）
- スーパー戦隊バトル ダイスオーEX（2014年、シュバルツ将軍）
- レゴ スター・ウォーズ/フォースの覚醒（2016年、最高指導者スノーク）
- JUDGE EYES:死神の遺言（2018年、梶平茂）
- キングダム ハーツIII（2019年、ヘクター・バルボッサ）
- グランブルーファンタジー（2020年、クー・ケオロエワ）
- レゴ スター・ウォーズ：スカイウォーカー・サーガ（2022年、最高指導者スノーク）

### 特撮
- 烈車戦隊トッキュウジャー（2014年、シュバルツ将軍の声[24]）
- 烈車戦隊トッキュウジャー THE MOVIE ギャラクシーラインSOS（2014年、シュバルツ将軍の声[25]）
- 平成ライダー対昭和ライダー 仮面ライダー大戦 feat.スーパー戦隊（2014年、シュバルツ将軍の声）
- 行って帰ってきた烈車戦隊トッキュウジャー 夢の超トッキュウ7号（2015年、シュバルツ将軍の声）
- 手裏剣戦隊ニンニンジャーVSトッキュウジャー THE MOVIE 忍者・イン・ワンダーランド（2016年、石川シュバルツ五右衛門の声）

### ナレーター
- '92パリ～ル・カップラリー(テレビ朝日系)
- ディスカバリーチャンネル（2018年、番宣CM）

### その他コンテンツ
- 東京ディズニーシー パイレーツ・サマーバトル“ゲット・ウェット!”（ヘクター・バルボッサ）